# David Havili
David Kaetau Havili (Nelson, 23 de diciembre de 1994) es un jugador neozelandés de rugby que se desempeña como fullback y juega en los Crusaders, franquicia neozelandesa del Super Rugby.

## Carrera
Havili trabajaba como ayudante de albañil cuando debutó en la primera del Tasman Mako en 2014, su gran desempeño aumentó notablemente el nivel de juego del equipo y este logró 3 subcampeonatos en la Mitre 10 Cup desde entonces.
Fue contratado por la franquicia de los Crusaders para el Super Rugby 2015, con ellos enfrentó a los British and Irish Lions durante la visita de estos en la gira de 2017 y actualmente es uno de los líderes del equipo como el fullback titular.

## Selección nacional
Integró a los Baby Blacks que obtuvieron el tercer puesto en el Mundial de Nueva Zelanda 2014. Havili fue convocado de urgencia, en reemplazo del lesionado Simon Hickey y por ello solo jugó un partido.
Fue convocado a los All Blacks por primera vez en septiembre de 2017, ocupando el lugar del lesionado Jordie Barrett, debutó contra los Pumas cuando ingresó en los últimos 10 minutos del partido por Rieko Ioane y marcó un try. En total lleva 3 partidos jugados y 5 puntos marcados.

## Palmarés
- Campeón de The Rugby Championship de 2017.
- Campeón del Super Rugby de 2017.